# Pahtajoki (vattendrag i Finland, Lappland, lat 68,45, long 22,52)
Pahtajoki är ett vattendrag i Finland.   Det ligger i landskapet Lappland, i den norra delen av landet, 900 km norr om huvudstaden Helsingfors.